# Senat Koschnick V
Der Senat Koschnick V amtierte vom 10. November 1983 bis 17. September 1985 als Bremer Landesregierung.
| Amt                                                   | Name                                 | Partei | Partei |
| ----------------------------------------------------- | ------------------------------------ | ------ | ------ |
| Bremer Bürgermeister und Präsident des Senats         | Hans Koschnick                       |        | SPD    |
| Stellvertretender Präsident des Senats, Bürgermeister | Moritz Thape                         | SPD    |        |
| Finanzen                                              | Moritz Thape                         | SPD    |        |
| Inneres                                               | Volker Kröning                       | SPD    |        |
| Rechtspflege, Strafvollzug und Bundesangelegenheiten  | Wolfgang Kahrs                       | SPD    |        |
| kirchliche Angelegenheiten                            | Hans Koschnick                       | SPD    |        |
| Bau                                                   | Bernd Meyer                          | SPD    |        |
| Häfen, Schifffahrt und Verkehr                        | Oswald Brinkmann                     | SPD    |        |
| Wirtschaft und Außenhandel                            | Werner Lenz                          | SPD    |        |
| Gesundheit und Sport                                  | Herbert Brückner                     | SPD    |        |
| Umweltschutz                                          | Herbert Brückner bis 25. Januar 1984 | SPD    |        |
| Umweltschutz                                          | Eva-Maria Lemke                      | SPD    |        |
| Bildung, Wissenschaft und Kunst                       | Horst Werner Franke                  | SPD    |        |
| Arbeit                                                | Claus Grobecker                      | SPD    |        |
| Jugend und Soziales                                   | Henning Scherf                       | SPD    |        |